# Carla McGhee
Carla Renee McGhee (nacida el 6 de marzo de 1968 en Peoria, Illinois) es una exjugadora de baloncesto estadounidense. Consiguió 2 medallas con  Estados Unidos en mundiales y Juegos Olímpicos. Después de retirarse, ha ejercido de entrenadora asistente en varias universidades.